# Parlamentní volby v Rakousku 1920
Parlamentní volby konané 17. října 1920 byly druhými volbami v Rakousku od rozpadu Rakouska-Uherska a vyhlášení první Rakouské republiky. Volby se konaly se zpožděním, tj. 21. června 1921, v jižních Korutanech, kde probíhal plebiscit o jeho rozdělení mezi Rakousko a Království Srbů, Chorvatů a Slovinců a po připojení Burgenlandska k Rakousku v listopadu 1921, i v tam 18. července 1922.
Ve volbách zvítězili křesťanští sociálové nad sociálními demokraty, s kterými do té doby tvořili širokou koalici. Po volbách odešli sociální demokraté do opozice a křesťanští sociálové vytvořili pravicově zaměřenou koaliční vládu s nacionalisty z Velkoněmecké lidové strany. Na pozici kancléře pokračoval Michael Mayr.

## Předcházející události
První parlamentní volby do rakouského parlamentu proběhly v únoru 1919 a vítězně z nich vyšla sociální demokracie vedená Karlem Seitzem. Prvním kancléřem se stal Karl Renner, který pod tíhou zoufalé ekonomické situace vytvořil širokou koalici s hlavními oponenty z Křesťansko-sociální strany. Byla vydána nová ústava, kde bylo ukotveno republikové zřízení státu, a podepsaná Saintgermainská smlouva s dohodovými státy. V létě 1920 neshody mezi oběma tábory dosáhly vrcholu a došlo pádu vlády a utvoření nové pomocí poměrného zastoupení všech stan podle voleb z roku 1919. Křesťanský sociál Michael Mayr se stal hlavou této vlády. Nové volby byly vypsány na říjen 1920.

## Volby
Během volební kampaně začalo být zřetelné, že rakouská společnost se začíná dělit na dva nesmiřitelné tábory. Na jedné straně stálá levicová část společnosti reprezentovaná sociálními demokraty, kteří měli svou volební základnu hlavně ve Vídni. Jejich hlavním tématem bylo zrovnoprávnění všech občanů, podpora komunálního bydlení a budování tzv. nového člověka. Na druhé straně stála konzervativní část Rakouska, kterou vedla Křesťansko-sociální strana. Její voliči se rekrutovali převážně z regionů a jejich venkovských oblastí. Hlavním tématem byla regionální identita pod velkým vlivem křesťanství.

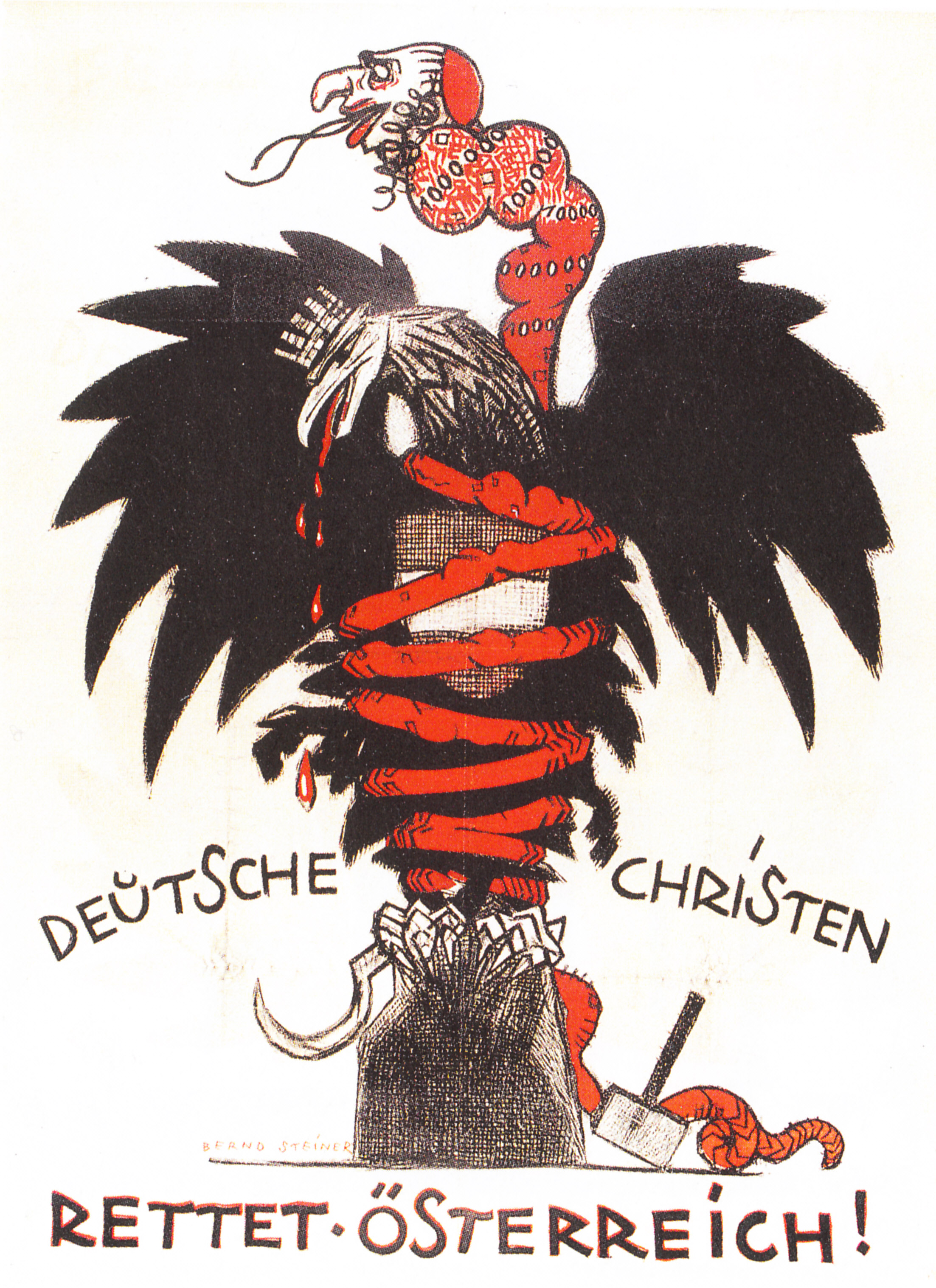
Anitsemitský volební plakát Velkoněmecké lidové strany

### Volební výsledky
Jako u předchozích voleb i tentokrát pokračovala dominance obou hlavních stran. Sociální demokraté ztratili relativní většinu na úkor křesťanských sociálů a odešli do pozice, ve které zůstali až do roku 1945. Politická rovnováha sil se tak začala naklánět na stranu pravicových stran.
| Politická strana | Politická strana                                       | Hlasy v % (změna) | Hlasy v % (změna) | Mandáty (změna) | Mandáty (změna) |
| ---------------- | ------------------------------------------------------ | ----------------- | ----------------- | --------------- | --------------- |
|                  | Křesťansko-sociální strana                             | 41,8              | ▲ +5,9            | 85              | ▲ +16           |
|                  | Sociálně demokratická dělnická strana Rakouska (SDAPÖ) | 36,0              | ▼ -4,8            | 69              | ▼ -3            |
|                  | Velkoněmecká lidová strana (GDVP)                      | 13,1              | nová              | 21              | nová            |
|                  | Landbund (L)                                           | 4,2               | nová              | 7               | nová            |
|                  | Občanská dělnická strana                               | 1,4               | nová              | 1               | nová            |
|                  | ostatní                                                | 3,5               | -                 | 0               | 0               |
| Celkem           | Celkem                                                 | 100,0             |                   | 183             | +13             |

## Sestavování vlády
Pověřen sestavováním vlády byl dosavadní kancléř Michael Mayr z křesťanských sociálů. Složil menšinový kabinet (více Druhá vláda Michaela Mayra), který se opíral o podporu hlasů Velkoněmecké lidové strany. Do dalších voleb v roce 1923 se v čele vlády vystřídali kromě Michaela Mayra ještě Johann Schober, Walter Breisky a Ignaz Seipel.
Nejvýznamnější z pohledu Československa bylo období vlády Johanna Schobera mezi červnem 1921 a lednem 1922. V prosinci 1921 přijel kancléř Schober společně s rakouským prezidentem Hainischem do Lán, kde se setkali s prezidentem Masarykem a ministrem zahraničí Benešem. Společně podepsali 16. prosince 1921 tzv. Lánskou smlouvu, která zaručila státní hranice mezi oběma zeměmi, potvrdila vzájemnou podporu pro případ návratu Habsburků a v neposlední řadě započala hospodářskou spolupráci. Československo díky této smlouvě mělo v Rakousku nejpřátelštějšího souseda na dalších deset let.